# Trichloracetylchlorid
Trichloracetylchlorid ist eine chemische Verbindung aus der Gruppe der Carbonsäurehalogenide. Es ist eine farblose bis gelbliche Flüssigkeit mit stechendem Geruch.

## Vorkommen
Trichloracetylchlorid kann sich aus Tetrachlorethen durch Reaktion mit Ozon unter UV-Licht bilden.

## Verwendung
Trichloracetylchlorid wird verwendet als Zwischenprodukt bei der Herstellung von Arzneistoffen, Pestiziden, Insektiziden (z. B. Chlorpyriphos) und anderen Chemikalien.

## Sicherheitshinweise
Trichloracetylchlorid-Dämpfe können bei Temperaturen über 100 °C (Flammpunkt) mit der Luft explosive Gemische bilden.